# کنت استریکفادن
کنت استرکفادن (انگلیسی: Kenneth Strickfaden) طراح جلوه‌های ویژه الکتریکی صنعت فیلم‌سازی بود. در سال ۱۹۳۱ میلادی، جلوه‌های ویژه سینمایی فیلم فرانکنشتاین به کارگردانی جیمز ویل توسط او انجام گردید.